# Matteo Micheli
Matteo Micheli (Brescia, 28 luglio 1979) è un politico italiano.

## Biografia
Iscritto alla Lega Nord, è stato eletto consigliere comunale di Concesio per la prima volta nel 1999 ed è stato riconfermato in tutte nelle quattro successive tornate elettorali, nel 2019 è stato poi nominato assessore al Bilancio.
Alle elezioni amministrative del 2019 è stato eletto consigliere della provincia di Brescia, rimanendo in carica fino al 2021.
Candidato alle elezioni politiche del 2018, risulta essere il primo dei non eletti nella circoscrizione Lombardia 4. Subentra il 17 febbraio 2021 al dimissionario Guido Guidesi, nominato assessore nella giunta regionale della regione Lombardia.